# قناة كناري
قناة كناري هي قناة فضائية إنشادية موجهة للأطفال، بإدارة  الفنان مصطفى العزاوي ود.علي العمري والأستاذ يحيى حوى وإشراف الأستاذ وديع بوشة ، بدأت في يناير 2013م.
ضمت بعض المنشدين المشهورين مثل : مصطفى العزاوي ويحيى حوى وأشرف يوسف وعمر العمير وغيرهم. افتتحت القناة في 2013 وكانت بداية القناة بحفل في مدينة جدة بالشلال ونالت إعجاب الكثيرين .[بحاجة لمصدر]

## النجوم
- أشرف يوسف
- يحيى حوى
- عمر العمير
- أحمد الزميلي
- عبدالسلام حوى
- عبدالرحمن محمد العزاوي
- فارس القبي
- بدر المقبل
- جودي حسان
- نغم ياسر
- ريما العثمان

## أناشيد قناة كناري في اليوتوب
أفضل 10 أعمال في يوتوب كناري بعد مضي سنة على افتتاحها :
| الأنشودة                     | المنشد                               |
| ---------------------------- | ------------------------------------ |
| وردة بيضاء                   | ربماس العزاوي                        |
| رج رج باري                   | عبد الله العزاوي                     |
| حليت الواجب                  | ريماس العزاوي                        |
| حفل إنطلاق كناري - وردة بيضا | ريماس العزاوي                        |
| أم الدنيا مصر                | نغم ياسر                             |
| يالله                        | مصطفى العزاوي وأبنته ماريا العزاوي   |
| we love mohammed             | عبد الله العزاوي                     |
| في الاستوديو - وردة بيضاء    | ريماس العزاوي                        |
| ياولد ياحباب                 | مصطفى العزاوي وأبنه عبد الله العزاوي |
| في الاستوديو - مصر           | نغم ياسر                             |
| نحب الخير - الدمام           | ريما العثمان                         |

كناري نورت داري